# ويلفريد هابيو
ويلفريد هابيو (مواليد 22 سبتمبر 1998) هو لاعب ألعاب قوى فرنسي متخصص في سباق 400 متر حواجز، شارك في أولمبياد 2020.